# Jernbanebro
En jernbanebro er en bro, der fører en jernbane over en forhindring. Jernbanebroer er gerne bygget meget solidt, så de kan holde til vægten af tog.
Blandt de mest kendte danske jernbanebroer regnes den gamle Lillebæltsbro og Storstrømsbroen, der begge er kombinerede vej- og jernbanebroer.
En vejbro er tilsvarende en vej der fører biler over en forhindring, fx en jernbane.

| Jernbane | Spire Denne jernbaneartikel er en spire som bør udbygges. Du er velkommen til at hjælpe Wikipedia ved at udvide den. |